# Stertinius dentichelis
Espèce
Stertinius dentichelis est une espèce d'araignées aranéomorphes de la famille des Salticidae.

## Distribution
Cette espèce est endémique de Guam aux îles Mariannes,.

## Description
Le mâle holotype mesure 5,5 mm.

## Publication originale
- Simon, 1890 : Études arachnologiques. 22e Mémoire. XXXVI. Arachnides recueillis aux îles Mariannes par M. A. Marche. Annales de la Société Entomologique de France, sér. 6, vol. 10, p. 131-136 (texte intégral).